# Westdiep
Gordi (Горди), wcześniej Westdiep – belgijska, a następnie bułgarska fregata rakietowa typu Wielingen z przełomu XX i XXI wieku. Zbudowana w Belgii, początkowo służyła od 1978 roku w marynarce Belgii pod nazwą „Westdiep” (F 911). W 2008 roku została sprzedana Bułgarii i weszła w skład Marynarki Wojennej Bułgarii pod nazwą „Gordi”. Nosi numer burtowy 43.

## Budowa
Cztery fregaty rakietowe typu Wielingen były pierwszymi większymi okrętami wojennymi zaprojektowanymi i zbudowanymi w oparciu o belgijski przemysł stoczniowy. Głównym obszarem ich działania był akwen Morza Północnego, kanału La Manche i wschodniej części Atlantyku, a ich podstawowym zadaniem była ochrona szlaków handlowych i konwojów przed atakami okrętów podwodnych, lotnictwa i kutrów rakietowych. Drugie zamówienie na parę fregat złożono w październiku 1974 roku w stoczni Cockerill w Hoboken (dzielnicy Antwerpii.
Stępkę pod pierwszą fregatę budowaną w Hoboken: „Westdiep” położono 2 września 1974 roku, niecałe pół roku po prototypowym okręcie „Wielingen”. Wodowano ją jednak jako pierwszą 8 grudnia 1975 roku. Okręt oddano marynarce w grudniu 1976 roku, ale wraz z „Wielinegn” musiał powrócić do stoczni w celu poprawek napędu. Ostatecznie „Westdiep” został przyjęty do służby razem z „Wielingen” 20 stycznia 1978 roku.

## Opis

### Skrócony opis ogólny

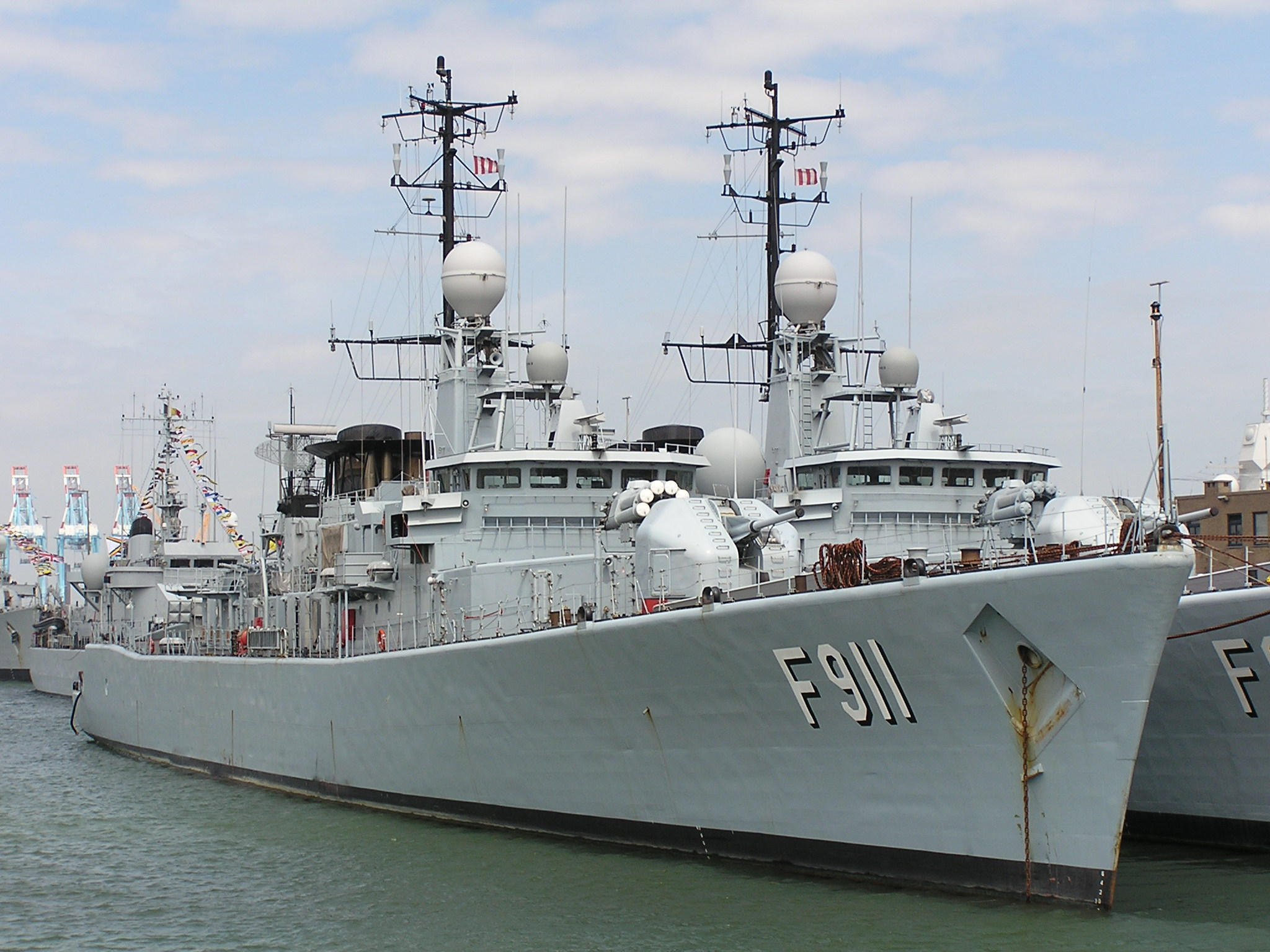
„Westdiep” w 2008

Okręt miał kadłub gładkopokładowy, z uskokiem na samej rufie, wykonany ze stali. Na śródokręciu znajduje się grupa nadbudówek, z pojedynczym kominem. Na pokładzie dziobowym umieszczona były pojedyncza wieża artyleryjska, a na rufie wyrzutnie rakiet przeciwokrętowych i przeciwlotniczych. Wyporność standardowa wynosiła 1940 ton, a pełna 2430 ton. Długość wynosiła 106,38 m, szerokość 12,3 m, a zanurzenie 3,9 m.
Załoga liczyła 159 osób, w tym 13 oficerów.
Siłownia była w układzie CODOG i składała się z dwóch marszowych silników wysokoprężnych Cockerill CO-240V-12 o mocy 6000 KM oraz turbiny gazowej mocy szczytowej Rolls-Royce Olympus TM3B o mocy 25 440 KM, napędzających dwie śruby. Napęd pozwalał na osiągnięcie prędkości maksymalnej 28 węzłów, a później 26 węzłów. Zasięg maksymalny wynosił 6000 mil morskich przy prędkości ekonomicznej 15 w.

### Uzbrojenie i wyposażenie
Uzbrojenie artyleryjskie fregat typu Wielingen stanowi automatyczna armata uniwersalna Creusot-Loire Mle 68 L/55 kal. 100 mm, umieszczona w wieży na dziobie. Strzela pociskami o masie 13,5 kg na odległość do 17 km do celów nawodnych i 8 km do powietrznych. Szybkostrzelność wynosi 80 strz./min, a zapas amunicji 600 nabojów. 
Do zwalczania celów nawodnych okręty mogą przenosić cztery pojemnikowe wyrzutnie rakiet MM 38 Exocet o zasięgu ok. 40 km. Do zwalczania celów powietrznych służy ośmioprowadnicowa pojemnikowa wyrzutnia Mk 29 rakiet przeciwlotniczych bliskiego zasięgu RIM-7 Sea Sparrow umieszczona na rufie. Pociski Sea Sparrow mają zasięg do 14 km. Podczas modernizacji okrętów typu Wielingen zaczętej w 1996 roku wyrzutnię zmodernizowano z wersji RIM-7M do RIM-7P.
Do zwalczania okrętów podwodnych służą dwie pojedyncze wyrzutnie torped kal. 533 mm, umieszczone w kadłubie na rufie. Służą one do wystrzeliwania francuskich samonaprowadzających się torped, a ich zapas może sięgać 10 sztuk. Uzupełnia je sześciolufowa wyrzutnia Creusot-Loire LR 6 Mle 1972 rakietowych bomb głębinowych systemu Boforsa kal. 375 mm. Wyrzutnia jest automatycznie przeładowywana i ma zapas 45 pocisków o masie 107 kg i zasięgu do 1600 m.
Wyposażenie radioelektroniczne obejmuje radar dozoru ogólnego Signaal DA05, radar dozoru nawodnego i kierowania ogniem Signaal WM25, radar nawigacyjny Raytheon TM 1645/9X (po modernizacji: Signaal Scout), system informacji bojowej Signaal SEWACO IV, system rozpoznawczy swój-obcy Mk XII. Początkowo okręty miały stację hydrolokacyjną Westinghouse SQS-505A, następnie wymienioną na Computing Devices Canada SQS-510. Po modernizacji w 2002 roku mają też optroniczny system kierowania ogniem Sagem Vigy 1.
W zakresie walki elektronicznej okręty wyposażone były w system ostrzegawczy przed opromieniowaniem radarem Thomson-CST DR 2000, zastępowany następnie przez Argos AR 900. Mają dwa systemy samoobrony Tracor MBA SRBOC z 6-lufowymi wyrzutniami celów pozornych Mk 36 oraz holowany wabik przeciwtorpedowy Nixie SLQ-25. 

## Służba
„Westdiep” został przyjęty do służby w marynarce Belgii 20 stycznia 1978 roku, z numerem burtowym F 911. W 1993 roku uczestniczył w działaniach blokadowych byłej Jugosławii w związku z wojną domową. Począwszy od 1996 roku do pierwszych lat kolejnego wieku systemy okrętu zostały poddane kilkuetapowej modernizacji.
7 grudnia 2007 roku rząd Belgii zgodził się sprzedać okręt razem z „Wielingen” Bułgarii, która posiadała już bliźniaczy „Wandelaar”. „Westdiep” został przekazaniy 22 sierpnia 2008 roku. W Marynarce Wojennej Bułgarii otrzymał nazwę „Gordi” (Горди, pol. dumny) i numer burtowy 43.